# Wilson Goode
Wilson Goode (19 de agosto de 1938-¿) nacido en Carolina del Norte, fue el primer alcalde afroestadounidense de Filadelfia,  de 1984 a 1992, periodo en que ocurre la controvertida acción policial de bombardear la casa habitacional donde vivían los integrantes afroamericanos de MOVE. También fue un activista de la comisión de gerentes públicos y el director gerente de la ciudad de Filadelfia. En su mandato, predijo a Ed Rendell y sucedió a William J. Green III. Recientemente fue galardonado con el Premio Purpose, un premio de $ 100,000 otorgado a individuos excepcionales, más de 60 años que están trabajando para resolver problemas sociales críticos.

## Alcaldía
Durante las elecciones primarias de 1982, Green decidió no buscar la reelección cuando su esposa, Patricia, estaba embarazada de su hijo menor. Goode saltó a la carrera y derrotó al exalcalde de L. Frank Rizzo, en una elección primaria de polarización racial. Goode ganó las elecciones generales al el ex recaudador de Philadelphia Stock Exchange Presidente John Egan, el candidato del Partido Republicano.
- Datos: Q875088
- Multimedia: Wilson Goode / Q875088